# Plaça del Platger (Tortosa)
La Plaça del Platger és una plaça del barri de Remolins, a Tortosa (Baix Ebre), inclosa a l'Inventari del Patrimoni Arquitectònic de Catalunya.

## Descripció
Es tracta d'un conjunt de dos espais rectangulars adossats, un d'obert a mitjana altura del carrer de Vilanova i l'altre, més gran, amb sortida a la travessia del Platger. El primer conserva un antic pou, ara tapat i arrebossat modernament, a través del qual es devia abastir el sector abans de la instal·lació de l'aigua corrent. Resulta interessant perquè conserva bastants construccions sense modificacions actuals. Romanen en estat original, només emblanquinades, les dels números 5, 4, 3, 8 i 9. A la núm. 2, remodelada, la planta i el primer pis tenen arrebossat nou, però el segon pis i les golfes tenen a vista el maó de cantell. Les construccions solen tenir dos o tres pisos, de vegades amb entresòl (núm. 5) o golfes (núm. 2). Les obertures solen ser allindades, però s'utilitza també l'arc de maó (núm. 5). Els balcons són de ferro i manises decorades a la base. Destaca la núm. 9, on no n'hi ha cap i tot són finestres força petites. Les teulades són a doble vessant, sense voladissos importants. Poden tenir terrats al davant, que donen a la plaça, amb una barana senzilla (núm. 2, 4, 7, 8, 11, 12).

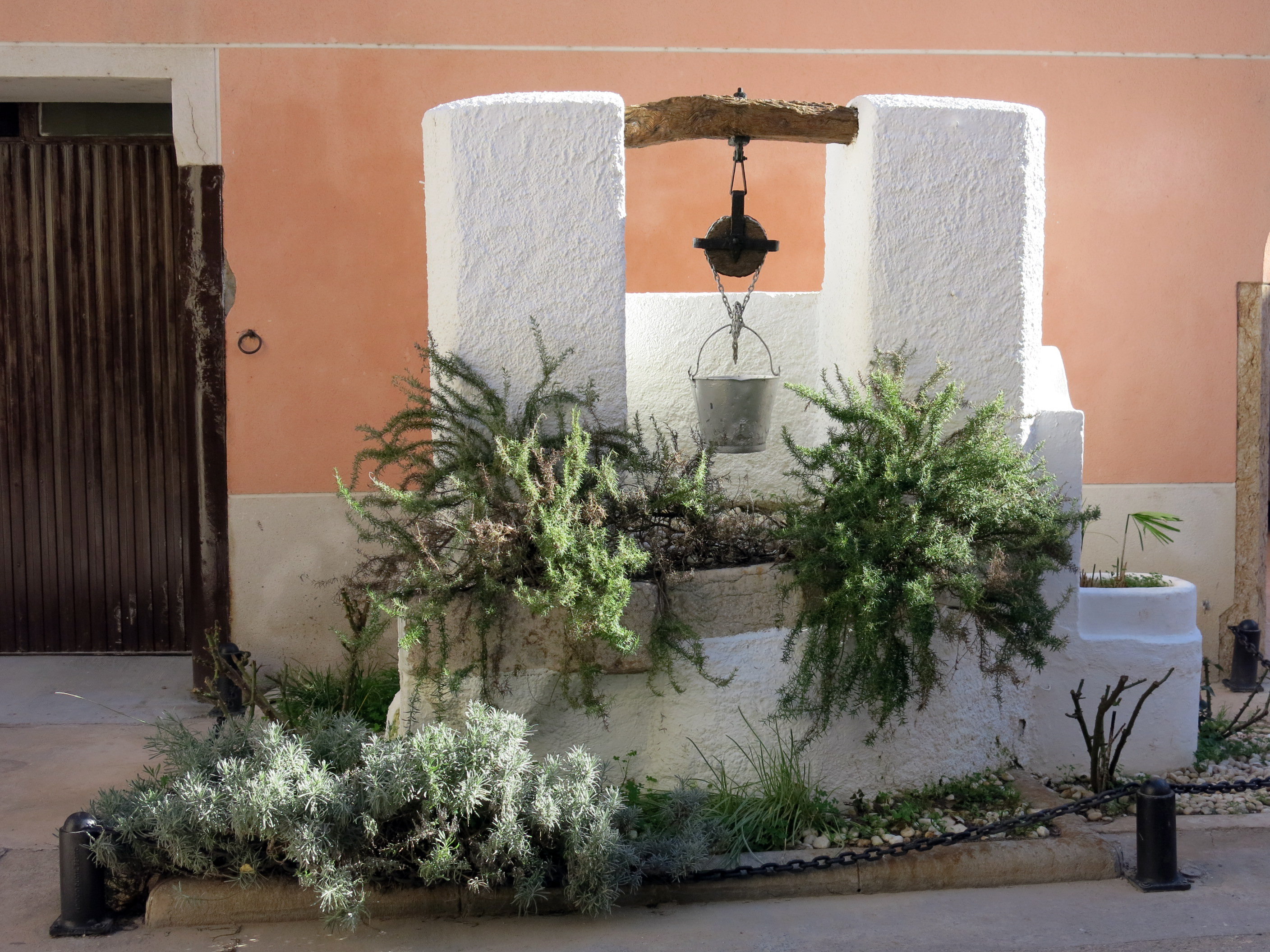
Pou de la plaça del Platger

A l'hora de considerar el nom actual dels carrers, l'espai contigu al carrer de Vilanova és considerat part d'aquest carrer i no de la plaça, i segueix la seva numeració.

## Història
Conserva el traçat medieval però les construccions són totes de final del segle xix i començament del segle xx.